# Dekanat sierpecki
Dekanat sierpecki – jeden z dekanatów katolickiej diecezji płockiej, o ponad 500 letniej historii.

## Historia
Biskup Płocki Erazm Ciołek (1503–1522) w 1506 dokonał reorganizacji archidiakonatu płockiego. Powstały dekanaty:
- Gostyniński
- Płocki
- Bielski
- Sierpecki

Do nowo powstałego dekanatu sierpeckiego należały następujące parafie:
Biała, Bieżuń, Bonisław, Borkowo, Bożewo, Brwilno, Goleszyn, Gozdowo, Jeżewo, Kisielewo, Kurowo, Lutocin, Mochowo, Rościszewo, Proboszczewice, Sierpc, Sikórz, Zawidz. (ok. 1609 rok)
W 1818 roku, na mocy bulli Ex imposita Nobis Piusa VII nastąpiło nowe rozgraniczenie polskich diecezji. Nastąpiła likwidacja archidiakonatów. Biskup Płocki Adam Michał Prażmowski podzielił diecezję na 17 dekanatów, które obejmowały 245 parafii. Na skutek tej reformy przestał istnieć Dekanat sierpecki (1818–1867). Parafia Sierpc, i inne okoliczne parafie, zostały przyłączone do dekanatu raciąskiego.
W 1865 roku, car Aleksander II nakazał utworzenie siedzib dekanatów w miastach powiatowych. Z tego powodu zlikwidowano powiaty: andrzejewski, bieżuński, dobrzyński, raciąski, wyszkowski i zakroczymski. W 1867 roku powstał powiat sierpecki. Utworzono dwa nowe dekanaty: w Ostrowi Mazowieckiej oraz w Sierpcu. Dziekanem został ks. Makary Grabowski.

## Organizacja
- Dziekan – ks. kan. mgr Józef Łozecki
- Wicedziekan – ks. mgr Dariusz Multon
- Ojciec duchowny – ks. kan. dr hab. Sławomir Zalewski

## Wygląd
Po wielu terytorialnych zmianach obecnie dekanat składa się z 13 parafii:
| Lp. | Miejscowość / parafia                 | Proboszcz / administrator                  | Zdjęcie |
| --- | ------------------------------------- | ------------------------------------------ | ------- |
| 1   | Borkowo Kościelne św. Apolonii        | ks. mgr Adam Zaborowski od 2015            |         |
| 2   | Goleszyn św. Mateusza                 | ks. mgr Robert Piątkowski od 2022          |         |
| 3   | Gójsk św. Mikołaja                    | ks. mgr Grzegorz Żabik od 2008             |         |
| 4   | Jeżewo św. Bartłomieja Apostoła       | ks. mgr Dariusz Pergół od 2010             |         |
| 5   | Kurowo św. Apostołów Piotra i Pawła   | ks. mgr Waldemar Dziewulski od 2018        |         |
| 6   | Lutocin św. Mateusza                  | ks. mgr Marek Kardasz od 2023              |         |
| 7   | Łukomie św. Antoniego                 | ks. mgr Mariusz Stasiak od 2019            |         |
| 8   | Rościszewo św. Józefa                 | ks. Jan Peła od 2006                       |         |
| 9   | Sierpc św. Benedykta                  | ks. Marek Tomulczuk SAC od 2020            |         |
| 10  | Sierpc św. Maksymiliana Kolbego       | ks. mgr Dariusz Multon od 2020             |         |
| 11  | Sierpc św. Wita, Modesta i Krescencji | ks. kan. dr hab. Sławomir Zalewski od 2017 |         |
| 12  | Szczutowo św. Marii Magdaleny         | ks. kan. dr Dariusz Rogowski od 2024       |         |
| 13  | Zawidz Kościelny św. Marcina          | ks. mgr Józef Łozecki od 2004              |         |

(stan na dzień 04.09.2024 r.)